# Asiatiska vinterspelen 2025
Asiatiska vinterspelen 2025 hölls i Harbin i Kina mellan den 7 och 14 februari 2025. Det var de nionde asiatiska vinterspelen och över 1200 aktiva från 34 länder deltog i spelen.
Detta var den tredje gången spelen anordnades i Kina och den andra gången de hållits i Harbin som tidigare hade stått värd för spelen 1996.

## Förberedelser

### Omröstning
Vid Asiens olympiska råds möte den 8 juli 2023 i Bangkok beslutades det att Harbin skulle stå värd för spelen, staden hade då det enda kvarvarande budet.

### Symboler
Den 11 januari 2024 offentliggjordes spelens officiella motto Dream of Winter, Love among Asia, även spelens emblem och maskotar presenterades.
Maskotarna var två sibiriska tigrar vid namn Binbin och Nini. Binbin representerade de grenar som utövas på is och Nini de grenar som utövas på snö.

## Medaljfördelning
Kina dominerade tävlingarna och tog 32 guldmedaljer och 85 medaljer totalt. Taiwan, Thailand och Filippinerna tog sina första vinterspelsmedaljer.
  *   Värdnation
| Pl.    | Nation       | Guld | Silver | Brons | Totalt |
| ------ | ------------ | ---- | ------ | ----- | ------ |
| 1      | Kina*        | 32   | 27     | 26    | 85     |
| 2      | Sydkorea     | 16   | 15     | 14    | 45     |
| 3      | Japan        | 10   | 12     | 15    | 37     |
| 4      | Kazakstan    | 4    | 9      | 7     | 20     |
| 5      | Filippinerna | 1    | 0      | 0     | 1      |
| 5      | Uzbekistan   | 1    | 0      | 0     | 1      |
| 7      | Nordkorea    | 0    | 1      | 0     | 1      |
| 8      | Taiwan       | 0    | 0      | 1     | 1      |
| 8      | Thailand     | 0    | 0      | 1     | 1      |
| Totalt | Totalt       | 64   | 64     | 64    | 192    |

## Deltagande nationer
34 av de 45 medlemsländerna i Asiens olympiska råd deltog i spelen. Saudiarabien och Kambodja deltog för första gången.
| - Afghanistan - Bahrain - Bhutan - Filippinerna - Förenade Arabemiraten - Hongkong - Indien - Indonesien - Iran | - Japan - Jordanien - Kambodja - Kazakstan - Kina - Qatar - Kirgizistan - Kuwait - Libanon | - Macao - Malaysia - Mongoliet - Nepal - Nordkorea - Pakistan - Saudiarabien - Singapore | - Sri Lanka - Sydkorea - Tadzjikistan - Kinesiska Taipei - Thailand - Turkmenistan - Uzbekistan - Vietnam |